# 金曜テレビの星!
『金曜テレビの星!』（きんようてれびのほし）は、1990年10月12日から2000年3月17日までTBS系列が編成していたTBS製作の単発特別番組枠である。

## 概要
TBSが金曜19:30からの90分番組になるのは「金曜邦画劇場」(1970年3月終了)以来30年半ぶり、金曜夜に90分番組が入るのは「金曜映画劇場」(1971年3月終了)以来19年半ぶり、90分の単発番組は「日曜特集」(1981年9月終了)以来9年ぶりとなる。
通常は別の時間帯に放送されているレギュラー番組のスペシャル版と、本枠でしか見られない全くの単発番組を週替わりで放送していた枠である。放送番組はバラエティ番組が中心だったが、そうでないものもあった。
本枠の編成前までは金曜19時30分 - 19時58分 （日本標準時、以下同）に毎日放送 (MBS) 製作の『野生の王国』、19時58分 - 20時に各局別ミニ番組（TBSは『日本列島あしたのお天気』）、20時 - 20時54分にTBS製作の『たけしの頭の良くなるテレビ』が放送されていたが、『野生の王国』と『頭の良くなるテレビ』が終了し、ミニ番組が30分繰り上がったため、19時30分 - 20時54分に本枠が編成された。これを機に、毎日放送製作枠はそれまでTBS製作の『アッコのかるーく見てみたい』が放送されていた金曜19時へ移動したが、同枠は1992年4月に中部日本放送製作枠に転換。そして1994年4月には同枠が再びTBS製作枠になり、また19:28のミニ番組枠も廃枠になったため、本枠の編成時間が19:00 - 20:54と30分拡大することになった。
本枠は2000年春の改編を機に終了。『スーパーフライデー』と題してリニューアルし、従来のバラエティ番組中心の構成からドキュメンタリー番組やプロ野球ナイター中継も交えた構成へ移行した。

## 放送内容
- オールスター激突クイズ 当たってくだけろ!3：第1回。なお1991年4月5日・10月4日・1992年4月3日にも金曜19時 - 20時54分で放送されたが、これらは当番組扱いはされなかった。
- 風雲!たけし城スペシャル：第2回。「たけし城」としては最後の回となった。
- 激突・私がアニメ王だ（司会：古舘伊知郎）：1990年11月9日・1991年9月6日放送。「磯野家の謎」ブームに因み、アニメの様々な謎を探る。ナレーターは神谷明と野沢雅子。
- 兼高かおる世界の旅 さよならスペシャル：1990年11月23日放送。9月30日に終了した同番組を特集。
- クイズ!当たって25%：1991年6月28日放送。パイロット版を放送。司会は島田紳助と草野仁（島崎和歌子はレギュラー化から）。
- IQ天才塾
- 1億2000万人の流行語大賞（1990年11月6日・1991年12月13日放送・1992年12月18日、司会：逸見政孝、笑福亭鶴瓶）
- 一攫千金スペシャル（司会：高田純次、長野智子）：1991年3月15日放送。
- 日本一のわがまま大賞（司会：渡辺徹、森口博子）：1991年3月22日・1993年4月16日放送。
- 美空ひばりシリーズ - 美空の命日（6月24日）に合わせて放送される。
  - 甦れ、美空ひばり 全日オールリクエスト即答生放送：1991年6月21日放送。
  - 生放送・美空ひばり歌って歌って90分：1992年7月3日放送。
  - 美空ひばりよ永遠に 電話リクエスト決定版：1995年6月23日放送。
- 列島生放送!!純次・鶴瓶のお茶の間甲子園（司会：高田純次・笑福亭鶴瓶）：1991年8月23日放送。一般家族が自宅から参加するクイズ。
- 激戦!オールスター我こそNo.1!!
- テレビ100大疑問：1992年3月27日放送。テレビ番組（特にTBS）に対する疑問を紹介。「クイズ番組などの賞品は本当にもらえるのか」・「『水戸黄門』の風車の弥七の職業は」など。
- 植木等スーダラ90分!：クレージーキャッツ最後の同窓会となった単発番組。
- 沼島の春よふたたび!お見合い大作戦 - 『ムーブ』枠の『島田弁護協会』の企画から派生した不定期番組。
- イエローキャブ：1993年1月29日放送。
- オールスター直撃!!究極の㊙大指令：1993年3月5日・11月12日放送。
- コント55号!結成28周年記念スペシャル!!（出演 - コント55号）：1993年3月12日放送。
- あなたも歌わずにはいられない!!青春時代の名曲70年代：1993年7月2日[注 1]・10月22日・1994年4月8日[注 2]・9月9日放送。
- Jリーグスペシャル 完全保存版スーパープレー総集編：1993年7月23日放送[注 3]。
- スーパーデブデブショー 渡辺徹のデブたちのクリスマス（司会：渡辺徹）：1993年12月24日放送。
- 芸能人100人が選ぶ不滅の映画音楽ベスト50!!：1994年3月25日放送（90分枠最終回）。
- 全日本カラオケベストテン
- 超ブッたまげ!!オールスター変装仕掛人：1994年5月27日放送。
- バカヤロー!責任者出てこい：1994年11月4日・12月16日放送。
- 芸能人100万円均一買い付け勝負!世界の秘宝で大もうけ!!（司会：福留功男）：1995年3月17日放送。後に『世界お宝ハンティング 勝負は目利き』と題してレギュラー番組化した。
- JNN音楽フェスティバル（司会：福留功男）：1995年1月17日に発生した阪神・淡路大震災からの復興を願った歌番組。
- 欽ちゃんのプロ野球好珍プレー どこまで見せるの（司会：萩本欽一）：『珍プレー好プレー』のTBS版。
- おめでとう!!武豊・量子さん結婚披露宴パーティー"武豊26年の軌跡"：1995年11月24日放送。武豊・佐野量子の結婚式の模様を中継。
- 芸能界クイズ大作戦（司会：笑福亭鶴瓶）：1991年2月15日・9月20日・1992年2月7日・7月24日放送。後に『クイズテレビずき!』と題してレギュラー番組化した。
- 3年B組金八先生シリーズ
  - 3年B組金八先生・卒業アルバム（1990年12月28日）
  - 3年B組金八先生・生徒30人それぞれのスタートライン（1996年4月26日放送、ナレーター：三原じゅん子） - 1995年10月から1996年3月まで放送された同番組の第4シリーズ出演者のその後を追ったドキュメント。
- 独占!SPEEDスペシャル・まるごと夏の大冒険（1998年7月10日放送）
- サザン20周年緊急特番 バカさわぎの腰つき!!（1998年7月31日放送、司会：久米宏、黒柳徹子）
- はなまるマーケット殺人事件（2000年3月10日放送）
- テレビ探偵団スペシャル：1992年7月31日・11月6日放送。
- オールスター赤面申告!ハプニング大賞
- 大食い王座決定戦
- 最新鋭クイズ12連発 早撃ち早押しぶっ叩き 悲鳴絶叫仲間割れ一億国民総参加映像地獄（1995年11月17日放送、司会：笑福亭鶴瓶）
- 日本の仰天三面記事
- あなたのペケされます（1996年4月19日放送、雨傘番組）
- ヘンだぞ日本初来日外国人留学生ニッポン総点検ツアー（1998年6月19日放送、雨傘番組）
- 歌うクイズ王決定戦（1993年5月28日など計3回放送、制作会社：ホリプロ、司会：所ジョージ、大島智子）

ほか

## 受賞歴
本枠で放送された『上岡龍太郎の心臓爆発特番プレッシャー!プレッシャー!!』（担当：IVSテレビ制作）は、1996年に全日本テレビ番組製作社連盟が主催した第13回ATP賞でバラエティ部門優秀賞を受賞した。